# Merate
Merate – miejscowość i gmina we Włoszech, w regionie Lombardia, w prowincji Lecco.
Według danych na rok 2004 gminę zamieszkiwały 14 074 osoby, 1279,5 os./km².
Urodził się tutaj włoski duchowny rzymskokatolicki ks. kardynał Gianfranco Ravasi.